# Forever (песня Aespa)
«Forever» (с англ. — «Навсегда»; кор. 약속) — сингл, записанный южнокорейской гёрл-группой Aespa, выпущенный в качестве цифрового сингла 5 февраля 2021 года на лейблах SM Entertainment и Dreamus. Песня является ремейком оригинальной песни авторства Ю Ён Чжина, которая была выпущена в 2000 году в рамках проекта
SM Winter Vacation in SMTOWN.com. Песня представляет собой балладу среднего темпа, в которой текст песни гармонично сочетается с чистым сердцем, обещающим вечную любовь близким, в сопровождении теплого звука акустической гитары и струнных инструментов. Видеоклип на песню был выпущен одновременно с выпуском сингла.

## Предпосылки и композиция
29 января 2021 года SM Entertainment объявили, что Aespa верннутся с «Forever», который является ремейком сингла Ю Ён Чжина, выпущенного в рамках проекта SM Entertainment SM Winter Vacation in SMTOWN.com в 2000 году. 1 февраля были выпущены фотографии концепта для Карины и Ниннин. На следующий день были выпущены фотографии концепта для Винтер и Жизель. Песня была написана Ю Ён Чжином, а продюсером выступил Ли Су Ман. Песня была описана как баллада среднего темпа со звуком акустической гитары и струнными инструментами, играющими на заднем плане. С точки зрения музыкальной нотации, песня написана в тональности ре-бемоль мажор, с темпом 184 удара в минуту, и длится 4 минуты и 58 секунд. Лирически повествует о зимнем романе.

## Живые выступления
6 февраля 2021 года Aespa выпустили видео-версию «Cozy Winter Cabin». На видео участницы Aespa сидят в уютной каюте, а снаружи падает снег. 8 февраля была выпущена версия «Glitter Snowball». 10 февраля группа выпустила версию «Romantic Street».

## Список треков
| №                   | Название              | Текст песни         | Музыка              | Аранжировка         | Длительность |
| ------------------- | --------------------- | ------------------- | ------------------- | ------------------- | ------------ |
| 1.                  | «Forever» (кор. 약속) | Ю Ён Чжин           | Ю Ён Чжин           | Ю Ён Чжин           | 4:58         |
| Общая длительность: | Общая длительность:   | Общая длительность: | Общая длительность: | Общая длительность: | 4:58         |

## Чарты

### Еженедельный чарт
| Чарты (2021)                             | Высшая позиция |
| ---------------------------------------- | -------------- |
| Республика Корея BGM Chart (Gaon)        | 63             |
| Республика Корея (Gaon)                  | 28             |
| США World Digital Song Sales (Billboard) | 11             |

## История релиза
| Регион | Дата                | Формат                         | Лейбл                            | Пр.   |
| ------ | ------------------- | ------------------------------ | -------------------------------- | ----- |
| Мир    | 5 февраля 2021 года | Цифровая дистрибуция, стриминг | SM Entertainment Dreamus [англ.] | [ 8 ] |